# 法托达体育场
法托達體育場（英語：Fatorda Stadium）正式名稱為賈瓦哈拉爾·尼赫魯體育場（英語：Jawarharlal Nehru Stadium），是一座位於印度果阿邦馬爾加奧法托達的多功能體育場，於1989年完工。法托達體育場是果阿邦內唯一一座舉辦過國際級足球與板球比賽的體育場，球場內有19,000個座椅，目前由果阿体育局管理，並曾舉行多場國家級足球及板球賽事。
法托達體育場目前是多家印度足球俱樂部的主場，包括邱吉爾兄弟、丹波、萨尔高卡、果阿競技、果阿邦。

## 歷史

### 建造
法托達體育場於1989年完工，建造時曾以工作天數六個月，打破以最短時間建造完工的體育場紀錄。在1989年開放時，原本只有當作足球場使用，但過沒多久便重新裝修，並開始舉行板球比賽。1989年10月25日，體育場舉辦首場單日國際板球賽，比賽隊伍為澳大利亞對斯里蘭卡。

### 足球俱樂部主場
2006年，在2007–08年印度足球甲級聯賽賽季開始前，丹波、邱吉爾兄弟、萨尔高卡、果阿競技四家俱樂部宣稱將定法托達體育場為其主場。
2014年，於印度超級聯賽的果阿邦宣佈將定法托達體育場為其主場。

## 翻修
2014年，根據國際足總公佈的最新規格，法托達體育場開始進行翻修工程。新體育場將有19,800個座椅與全看台遮蓬，讓觀眾能在寬闊與舒適的狀況下觀賽。體育場另將座椅席次分為兩種級別，較高及別的區域被稱為VVIP區域，提供觀眾能毫不受他人干擾，並舒適的私人空間來觀賽。體育場另有高亮度球場照明、天然草皮、廣播室、電視轉播室、球員更衣室、比賽代表區、音效控制室、醫護室、貴賓休息室、團體席、媒體轉播與工作站、新聞發佈區、混合采訪區、網路監控室、游泳池、多功能健身房及停車場等。該體育場被認為是印度半島上，設施最好的體育場。

## 足球比賽
法托達體育場經常舉行國際級賽事，包括參加世界盃足球賽與亞足聯亞洲盃資格賽的印度國家足球隊等賽事，是印度國內一座重要的體育場。體育場並且是丹波、邱吉爾兄弟、萨尔高卡、果阿競技、果阿邦的主場，經常舉行印度足球甲級聯賽與印度超級聯賽的賽事。

## 板球比賽
雖然法托達體育場原本目的是作為一座足球場地，但在過去幾年中，體育場開始舉辦越來越多地國際級板球比賽。自1989年舉辦過澳大利亞對斯里蘭卡的單日國際板球賽後，體育場已經舉辦共7次單日國際板球賽，最近一次舉辦的單日國際板球賽是在2007年，由印度對斯里蘭卡。 
由於體育場經常性地舉辦板球比賽，導致時常與足球比賽相衝突，使得體育場有時無法舉行足球比賽。

## 葡語系運動會
法托達體育場在2014年進行整修，以迎接於果阿舉行的2014年葡語系運動會，這屆運動會的開幕式與閉幕式，皆在此舉行，體育場並舉辦本屆運動會的足球比賽。